# Charles Nicolas Fabvier

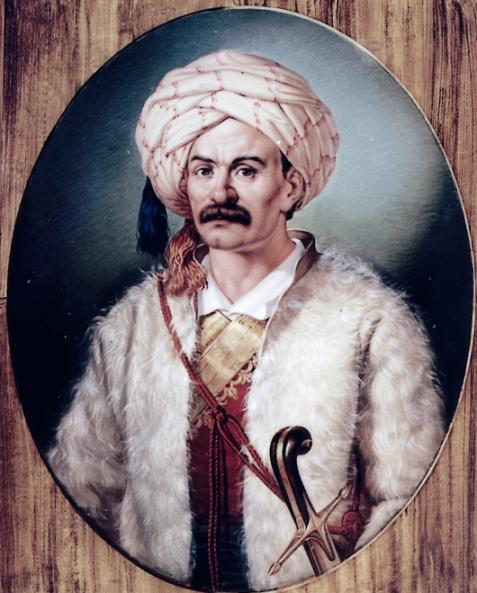
Charles Nicolas Fabvier.

Charles Nicolas Baron Fabvier (* 15. Dezember 1783 in Pont-à-Mousson, Lothringen; † 15. September 1855 in Paris) war ein französischer Offizier.

## Leben
Fabvier trat 1804 aus der École polytechnique als Offizier in die französische Armee ein. Er wurde 1807 von Napoleon I. in die Türkei gesandt, um Konstantinopel gegen die Angriffe der Briten zu befestigen. Fabvier begleitete dann den General Gardanne nach Persien. 
Nach seiner Rückkehr 1809 trat Fabvier als Capitaine in die kaiserliche Garde und begleitete Marmont (Herzog von Ragusa) 1811 als dessen Adjutant nach Spanien. 1812 nahm er am Kampf um Moskau teil und wurde während des Feldzugs in Sachsen 1813 zum Oberst im Generalstab befördert. Nach der Völkerschlacht bei Leipzig machte man Fabvier zum Stabschef bei den vereinigten übrig gebliebenen Resttruppen in den elf Armeekorps. Im Feldzug von 1814 konnte er am 9. März den bereits geschlagenen Marmont durch sein beherztes Eingreifen vor der Vernichtung bewahren.
Während der Rückkehr Napoleons, der Herrschaft der Hundert Tage, stellte sich Fabvier in Lothringen an die Spitze eines Streifkorps, weshalb er nach der Restauration außer Dienst gestellt wurde. Doch bereits 1817 wurde er erneut zum Stabschef unter Marmont berufen, um die von den Ultraroyalisten erregten Unruhen bei Lyon zu unterdrücken. Zur Aufklärung der Vorfälle in diesem Zusammenhang veröffentlichte Fabvier die Schrift Lyon en 1817 (2 Tle. Paris 1818). 
1823 bot Fabvier den Griechen seine Hilfe an und erwarb sich durch Disziplinierung des griechischen Heeres große Verdienste, nahm aber infolge des Misstrauens und der Eifersucht der griechischen Vorgesetzten, die ihm die Übergabe der Akropolis von Athen 1827 zur Last legten, im Sommer 1828 seinen Abschied und kehrte nach Frankreich zurück. Von dort aus begleitete er im November die  Morea-Expedition, beteiligte sich stark an der Julirevolution und wurde dann zum Chef des Generalstabs der Pariser Nationalgarde ernannt. 1831 legte er dieses Amt nieder. 
1848 wurde Fabvier erneut als Gesandter nach Konstantinopel geschickt, jedoch 1849 in die Legislative gewählt, wo er sich zu den Konservativen hielt. Im selben Jahr trat er auch für kurze Zeit in dänische Dienste und half im Krieg gegen Schleswig-Holstein. 
Charles Nicolas Baron Fabvier starb am 15. September 1855 in Paris. Die 1826 von Fabvier auf dem Isthmus von Methana errichtete Burg wird nach ihm Kastel Favieros genannt.

## Werke
- Journal des opérations du 6e corps pendant la campagne de 1814 en France. Paris (1819)